# Monetazione del Canton Vaud
La monetazione del Canton Vaud riguarda le monete coniate da varie autorità nel territorio dell'attuale canton Vaud, dalle origini fino ai giorni d'oggi.

## Alla ricerca dell'unità monetaria
Prima della creazione dello Stato federale nel 1848, e ad eccezione del periodo dalla Repubblica elvetica (1798-1803), il diritto di battere monete era nelle mani dei cantoni o dei i semi-cantoni, e i pezzi stranieri erano presenti fino all'80% del circolante. Una stima del numero dei differenti tipi di monete utilizzata nel territorio svizzero dà una cifra di circa 860, il che comportava una notevole complessità del commercio intercantonale e internazionale..
L'Encyclopédie du dix-neuvième siècle riassume la situazione:
(Encyclopédie du dix-neuvième siècle)

## Quadro di riferimento
Il territorio dell'attuale canton Vaud era abitato già in tempi preistorici. In seguito, la tribù celtica degli Elvezi popolò l'area, ma fu sconfitta da Cesare nel 58 a.C. e come conseguenza i Romani si insediarono nella regione e fondarono varie centri tra cui Vevey (Viviscus) e Losanna (Lausonium o Lausonna).
Nel 27 a.C. lo stato di Civitas Helvetiorum venne fondato attorno alla sua capitale, Avenches (Aventicum). Tra il II e il IV secolo, l'area venne ripetutamente invasa dalle tribù Alemanne e, nel corso del V secolo, fece parte della Burgundia e poi del Regno di Borgogna. In seguito, i Franchi Merovingi rimpiazzarono i Burgundi e, nell'888, la regione divenne parte dell'Impero Carolingio.
Nel 1032 le truppe degli Zähringen (famiglia feudale tedesca) occuparono il territorio dell'attuale cantone, fino al 1218 quando il territorio passò ai conti di Savoia. In questo periodo il Vaud vede per la prima volta la sua unità politica, all'interno dei domini dei Savoia. Con le guerre borgognone (1474-1477) Berna invase parte del Vaud e, nel 1536 era già completamente annesso. Il controllo di Berna terminò quando le truppe rivoluzionarie francesi conquistarono il cantone nel 1798.
I francesi favorirono la proclamazione della Repubblica del Lemano, che ben presto venne ribattezzata Canton Lemano e nel 1803 si unì alla Confederazione Svizzera.
L'attuale costituzione risale al 1831, ma venne sostanzialmente rivista negli anni 1845, 1861 e 1885. Alla metà del XIX secolo il Canton Vaud si oppose con vigore al movimento separatista promosso dai cantoni cattolici (Sonderbund) ed i suoi soldati vodesi combatterono vittoriosamente nella breve guerra che ne seguì.

## Emissioni

### Prima delle guerre galliche
Le prime monete in circolazione nel territorio del Vaud furono prima di tutto il risultato di scambi commerciali con le regioni limitrofe.
I pezzi più antichi ritrovati nel canton Vaud sono gli oboli di Massalia, che sono stati trovati a Vevey e Villeneuve.
Poco prima dell'invasione romana, il circolante era diviso equamente tra monete galliche e monete della Repubblica romana.
Sebbene non sia documentato l'esistenza di nessuna zecca ufficiale, la scoperta di due conii monetari gallici a Avenches e a Mont Vully, suggerisce che alcune monete siano state prodotte in questa regione.

### Epoca romana
Dopo la conquista romana le popolazioni del territorio del Vaud utilizzarono esclusivamente le monete romane.
Il declino del loro utilizzo fu molto progressivo e si estese dalle prime invasioni barbariche nel 260 alla caduta dell'Impero romano d'Occidente nel 476.
La scoperta a Vidy, un quartiere di Losanna, di 10 quinari di un tipo unico, battuti con un unico conio e attribuiti a Giulio Cesare, suggerisce che queste monete siano state coniate nelle vicinanze, probabilmente a Nyon. Sarebbe l'unico esempio di moneta romana coniata nel territorio vodese.

### Fino al 1011
Una prima zecca fu situata a Avenches, e coniò dei tremissi (un terzo di solido) a nome del monetario, AGIULFUS. La zecca fu spostata a Losanna, contemporaneamente allo spostamento della sede vescovile, sotto la pressione delle invasioni degli Alamanni, verso la fine del VI secolo.
La zecca di Losanna coniò dei tremissi per il re merovingio Gontrano. Guillaume Combrouse cita una moneta con la legenda Lausonna.
Dei denier a nome di Corrado III, re di Borgogna, furono coniati nella zecca di Orbe.

### Monetazione locale (1011 – 1536)

#### Vescovi di Losanna
Il diritto di battere moneta dei vescovi di Losanna deriva dalla concessione dei diritti di regalia da parte di Rodolfo III di Borgogna al vescovo Enrico di Schwänis il 25 agosto 1011, assieme al titolo di conte del Vaud.
Negli anni 1260 il vescovo Jean de Cossonay aveva fatto coniare delle monete e dato ordine che circolassero in tutta la diocesi. Il conte di Neuchâtel, Rodolfo IV, non le trovò di buona qualità e il vescovo scomunicò lui e mise l'interdetto sulla città. Per risposta Rodolfo convocò un'assemblea con prevosti, canonici, signori feudali che approvarono tutti la resistenza del conte, risoluto a non cedere, compresi i prevosti e i canonici anche perché i due dei figli del conte facevano parte di questi gruppi. La situazione si appianò dopo la morte del conte, grazie all'azione della vedova, Sybille de Montfaucon, che trovò un accordo con il vescovo.
Negli anni 1270 i vescovi di Losanna ottennero anche il titolo di principi.

##### Monete anonime
Le prime monete coniate furono denier anonimi, con due tipi: quello con il tipo "del tempio" e quello con il tipo della "Vergine".
I denier detti "del tempio" presentavano al dritto il tempietto carolingio. La legenda era SEDES LAVSANE (sede –sottinteso vescovile– di Losanna, in latino).
Al rovescio era raffigurata una croce potenziata dentro la legendaCIVITAS EQ'STRI (città equestre). La croce è accantonata a volte da un tortello o da altra figura araldica.
Il tipo della "Vergine" aveva al dritto la Vergine Maria e la legenda BEATA VIRGO e al rovescio la croce accantonata da luna e sole.
Esistono anche altri tipi monetari meno frequenti.
Accanto ai denier furono coniati anche degli oboli, che valevano la metà dei denier, con gli stessi tipi.
Il peso era di circa un grammo per i denier e di mezzo grammo per gli oboli.

#### Monete firmate

##### Guy di Prangins 1375-1394
È stato anche il primo a mettere il nome sulle monete.
Le monete di Guy di Prangins sono: il mezzo grosso da sei denari, il denier e l'obolo. Le monete non hanno indicazione dell'anno.
Questo vescovo, nel 1375, appena nominato vescovo, fece venire a Losanna Pierre Manfrèd, un fiammingo, cui affidò le zecca.
Coniò denier, oboli o maglie –in francese maille– cioè monete dal valore di ½ denaro.
Oltre a queste monete, che erano già state coniate in precedenza, introdusse anche un mezzo-grosso, cioè una moneta dal valore di 6 denier, per questo chiamata anche sesino. Il mezzo-grosso fu battuto imitando i tipi delle coeve monete di Milano che circolavano in Svizzera ed erano particolarmente apprezzate. Le monete milanesi, chiamate ambrosini mostravano il protettore della città, Ambrogio, seduto in trono.
Guy mise dunque al dritto l'immagine di un vescovo in trono, con il bastone pastorale nella mano sinistra e con la destra alzata per la benedizione; ai piedi lo scudo con le armi della famiglia (un'aquila) ed intorno la legenda GVIDO EPS' LAVSAN' o simile.
Al rovescio c'era la croce patente dentro un quadrilobo e la legenda SIT NOMEN DNI BENEDICTV. Alcune monete recano come segno di zecca un'aquila.
Le monete di minor valore recavano il nome del vescovo con i tipi classici del periodo: tempio al dritto e la croce al rovescio.

##### Guillaume di Menthonay 1394-1406
Le monete di Guillaume di Menthonay sono: il mezzo grosso da sei denari, il tresel (pari a 3 denier), il forte (1½ denier), il denier e il mezzo forte. Le monete non hanno indicazione dell'anno.. I mezzi grossi di questo periodo hanno lo stesso valore di quelle coniate da Guy di Prangins.
Guillaume concluse nel 1396 un contratto con il maestro monetiere Giovanni da Canturio da Milano. Il contratto prevedeva la coniazione di monete d'oro, 61 pezzi in un marco troy (ca. 185 g), con una purezza di 23 1/2 carati, dal valore di 20 sol. Inoltre erano previste le monete d'argento già citata. Il rapporto tra oro e argento era fissato a 1: 10,4. Nel 1397 Guillaume a Giovanni donò come feudo la torre di Gourze (a Riex).
I tipi erano simili a quelli di Guy di Prangins. Nelle denominazioni minori la legenda CIVITAS EQ'STRIfu sostituita da CIVITAS LAVSANE.
Nei valori maggiori la legenda al dritto è GUILL EPS LAVSAN ed il tipo usato è quello con il vescovo e lo stemma di Guillame (di rosso al decusse d'argento accantonato da conchiglie).
Al rovescio c'è la croce patente in un quadrilobo e la legenda SIT NOMEN DNI BENEDITVM; il segno di zecca è una croce.

##### Guillaume di Challant 1406-1431
Le monete di Guillaume di Challant sono il mezzo grosso da sei denari, il tresel (3 denier) e il denier. Le monete non hanno indicazione dell'anno.
Inizialmente continuò a usare un piede simile a quello dei suoi predecessori.
In questo periodo coniò mezzi-grossi, tresel con i tipi usati dai suoi predecessori.
Al dritto il tipo del vescovo in trono con il pastorale e la mano benedicente e in basso le armi degli Challant. La legenda G D CHALAT EPS LAVS. Al rovescio la croce cardata dentro un quadrilobo e la legenda SIT NOMEN DNI BENEDICTV. Il segno di zecca era una croce.
Coniò anche danari con il tipo del tempio dal dritto e la croce al rovescio
Verso il 1420 effettuò una riforma monetaria per avvicinare le sue monete a quelle della Savoia.
Il tasso fu di 30 unità vecchie per 17 unità nuove. Le monete vecchie continuarono tuttavia a circolare.
Guillaume cambiò contemporaneamente il tipo monetario
Nel mezzo grosso il tipo del vescovo fu sostituito dall'immagine della Madonna, con il figlio in braccio e lo scudo con le armi di Guillaume davanti.
Anche nel tresel fu usato il tipo della Madonna; in alcuni al rovescio ci sono le armi del vescovo, in altri una croce fiorita.
Nel denaro rimase il tipo del tempio, ma al rovescio furono rappresentate le armi di Guillaume.

##### Jean di Prangins 1433-1440
Al vescovo Jean di Prangins è attribuito un denier anonimo al tipo detto "à la rosace" (al rosone).

##### Georges di Saluzzo 1440-1461
Giorgio di Saluzzo apparteneva alla famiglia dei marchesi di Saluzzo. Lo stemma era d'argento al capo d'azzurro.
La zecca, dopo un periodo di inattività, riprese a funzionare nel 1449.
| Denier di Georges di Saluzzo                        | Denier di Georges di Saluzzo   |
| --------------------------------------------------- | ------------------------------ |
|                                                     |                                |
| + G * D * SA[LVCII]S, stemma di Saluzzo in trilobo. | + ЄPS [LAVN]ЄS, croce fiorita. |
| BI; 14mm, 0,86 g.                                   |                                |

Le monete di Giorgio di Saluzzo sono la parpagliola, la mezza parpagliola e il mezzo grosso d'argento e il tresel, il denier e l'obolo, tutti di biglione.
La parpagliola e la mezza parpagliola furono introdotte dopo il 1457 sul modello della Savoia.
La parpagliola presentava al dritto la Vergine nimbata con il bambino che tiene un grande scudo con le armi del vescovo. La legenda recita AVE: MARIA: GRA: PLENA: Q EST . Al rovescio una stella potenziata circondata da un quadrilobo e la legenda + G: DE: SALVCIIS: EPS: LAVSANESIS.
La parpagliola presentava al dritto la Vergine nimbata con il bambino che tiene un grande scudo con le armi del vescovo. La legenda recita AVE : MARIA : GRA : PLENA : Q EST . Al rovescio una stella potenziata circondata da un quadrilobo e la legenda + G : DE : SALVCIIS : EPS : LAVSANESIS.
Del mezzo grosso esistono tre tipi: Vergine con stemma e croce in quadrilobo; Vergine con stemma e croce accantonata da quattro stelle; Vergine senza stemma e croce con quattro stelle.
Nel caso del tresel i tipi sono due: Vergine con stemma e croce; Vescovo con stemma e croce.
La sua monetazione fu abbondante, con una lega buona e di conseguenza accettata a Berna e in Savoia. In particolare nel 1452 il duca di Savoia, all'epoca Ludovico, permise la libera circolazione nel ducato della monete d'oro coniate dal vescovo di Losanna.

##### Guillaume di Varax 1462-1466
Continuò la coniazione delle monete seguendo il sistema della Savoia.
Le monete di Guillaume di Varax sono: la parpagliola e la mezza parpagliola d'argento, il denier e l'obolo di biglione. Le monete non hanno indicazione dell'anno.
La parpagliola aveva al dritto la Vergine con il bambino che tiene un grande scudo con le armi del vescovo.
Al rovescio era rappresentata una croce patente accantonata da quattro stelle. La legenda al rovescio riporta i titoli di principe e conte: G D VARAX EPS LAVS P COM. Varax è il primo a usare il titolo. La sua era una famiglia comitale della Bresse.
Nel denier al dritto la legenda G • D • VARAX • EPS circondava lo stemma di Varax sovrastato dal pastorale, mentre al rovescio era rappresentata una croce fiorita, con la legenda LAVSANE EPS.

##### Jean di Michaëlis 1466-1468
Del vescovo Jean di Michaëlis si conosce solo una moneta, un denier. Recava al dritto le armi del vescovo e al rovescio un croce gigliata.

##### Barthélémi Chuet, amministratore 1469-1472
Alla morte di Jean, alla fine di dicembre del 1469, la diocesi rimase vacante e fu amministrata dal vescovo di Nizza, Barthelemi Chuet dall'inizio del 1470 al 1472.
A Barthelemi sono attribuite quattro denominazioni, due d'argento – parpagliola e mezza parpagliola, e due di biglione – denier e obolo. Le monete non sono datate.
La parpagliola recava al dritto la legenda PVLCHRA VT LVNA ELECTA VT SOL e lo scudo, con le sue armi, stella radiante e crescente montante, sormontato dalla Vergine nimbata e coronata con il cuore nella mano destra e il bambino nel braccio sinistro.
Al rovescio la legenda +B: EPS: NICIEN: ADMINISTRATOR: LAVSA intorno a una croce potenziata accantonata da quattro rosette, entro quadrilobo.
Barthélémy continuò la monetazione secondo il sistema della Savoia.

##### Giuliano della Rovere, 1472-1473
Al vescovo Giuliano della Rovere, futuro papa Giulio II, 1503-1513, sono attribuite solo due monete, entrambe di biglione: un denier e un obolo. Recavano al dritto lo stemma della famiglia..
| Denier di Benoît de Montferrand                                            | Denier di Benoît de Montferrand           |
| -------------------------------------------------------------------------- | ----------------------------------------- |
|                                                                            |                                           |
| + B • D [mOnTЄFЄ]RR, armi di Montferrand; stella in alto; tutto in trilobo | + AVЄ • m[ARIA • G]RA • P, croce fiorita. |
| BI; 15mm, 0,47 g.                                                          |                                           |

##### Benoît di Montferrand 1476-1491
Benoît di Montferrand coniò una moneta d'oro, il ducato, una parpagliola d'argento datata 1477, un quarto sempre d'argento e un forte e un denaro di biglione. Ad eccezione della parpagliola, le altre monete non recavano la data di coniazione.
Nel 1481 i cittadini di Losanna elessero, contro la volontà del vescovo, un consiglio. Ci fu un morto nel gennaio del 1482, e a causa di ciò ci fu una sommossa e alcune case furono saccheggiate, tra cui due di canonici. Seguì uno scontro di competenze per chi dovesse punire i colpevoli, tra il vescovo e il capitolo. La sollevazione si allargò e ci furono ulteriori saccheggi. I cittadini si rivolsero per chiedere giustizia all'imperatore. Il duca di Savoia fu incaricato, in qualità di vicario temporale, di giudicare la cosa e condannò il vescovo al pagamento di una multa che il vescovo si rifiutò di pagare. La situazione si ricompose solo nel 1473
In seguito alle agitazioni di Losanna, la zecca fu trasferita ad Avenches, nel 1482 o nel 1483. Le monete pervenuteci dimostrano una svalutazione.

##### Aymon di Montfalcon 1491-1517
La monetazione di Aimone fu abbondante, visto il numero di varietà presente nella sua monetazione. Le monete coniate furono il ducato d'oro, il doppio grosso e la parpagliola d'argento, e il quarto e il denier di biglione. Le monete non recavano la data.
La parpagliola fu battuta in due varianti: al dritto recavano l'immagine della Madonna, mentre al rovescio una variante aveva la croce e l'altra le armi del vescovo.

##### Sébastien di Montfalcon 1517-1536/60
Sébastien di Montfalcon fu l'ultimo vescovo a governare la città di Losanna.
Nel 1521 Sébastien appaltò la coniazione a Virgile Forgery.
Le monete d'argento furono il testone (o Dicken), il mezzo-testone, il cornuto e la parpagliola.
Quelle di biglione furono il soldino, il quarto, il denier e l'obolo.
Nel 1528 gli abitanti di Losanna si rivolsero a Berna per lamentarsi del vescovo, tra le altre cose, perché, contro la pronunciazione delle città di Berna, Friburgo e Soletta, aveva fatto coniare monete di scarso valore. Secondo uno storico aveva fatto fondere le monete e coniarle nuovamente riducendo di un terzo il contenuto di metallo prezioso. I Bernesi si rivolsero al vescovo chiedendo di ritirare le monete e di coniarne di nuove. La monetazione fu molto abbondante, rispetto alla circolazione del tempo, e di lega scadente. Le sue monete erano disprezzate in tutte le regioni limitrofe.
Nel 1536 Losanna fu invasa dalle truppe protestanti e la signoria vescovile su Losanna ebbe termine.
Nel 1540, un impiegato della zecca di Francia raccolse quasi 90.000 pezzi del tipo "lyards à la Notre Dame" (probabilmente oboli) per fonderli.

##### Fine delle emissioni vescovili
Il diritto di battere moneta fu perduto con la conquista del Vaud da parte del canton Berna nel 1536. Una richiesta dei borghesi di Losanna di riavere questo diritto fu rifiutata dalle autorità bernesi.

#### Baronia del Vaud
Il Vaud fu retto da una baronia dal 1285 al 1359, sempre sotto i Savoia. Furono baroni di Vaud Ludovico I di Vaud (1285 - 1302), figlio di Tommaso di Savoia, seguito dal figlio Ludovico II (1302 - 1349).
Ludovico II morì nel 1349, dopo il suo unico figlio che era stato ferito nella battaglia di Laupen nel 1339 ed era morto nel 1340. Rimasto senza figli maschi lasciò la baronia alla figlia, Caterina che fu signora di Vaud dal 1349 al 1359. Caterina e il marito Guglielmo, conte di Namur, in Belgio, non erano interessati a questo possedimento lontano dalla loro residenza e così la baronia tornò al ramo principale, al duca Amedeo VI di Savoia nel 1359.
Rodolfo d'Asburgo concesse, nel maggio 1284, il diritto di battere moneta a Ludovico I, con lettera spedita da Friburgo: Licet hoc sibi ex nobilitate et auctoritate sui generis videatur competere ab antiquo..
La zecca si trovava inizialmente a Thierrens, nel territorio del vescovo di Losanna e fu trasferita in seguito a Nyon.
Ludovico I e il figlio Ludovico II batterono degli oboli e dei denier.
Le prime monete avevano al dritto il tipo del tempietto e al rovescio una croce patente.. Questi tipi le rendevano simili alle contemporanee monete dei vescovi di Losanna.
Il diritto di coniazione prevedeva che le monete circolassero dentro la baronia, ma di fatto cominciarono a circolare anche nel territorio del vescovo, Guillaume di Champvent. La situazione divenne conflittuale e il vescovo si rivolse ad Alberto d'Asburgo, che scrisse a Ludovico I, nell'aprile del 1299 da Baden, confermandogli di fatto il diritto di coniazione e limitandosi a intimargli di coniare monete di aspetto diverso da quelle coniate dai vescovi.
In seguito ci fu anche una guerra, per altri motivi più rilevanti, tra il signore di Vaud e il vescovo che ebbe termine con un trattato di pace firmato il 5 luglio 1300.
Anche i rapporti tra Ludovico II e il vescovo di Losanna Pierre d'Oron, furono tesi fino a sfociare nel 1316 in guerra aperta. Non essendo in grado di difendersi il vescovo si pose sotto la tutela del conte di Savoia, Amedeo V.

### Dominazione bernese (1536 – 1798)
All'inizio del XVI secolo le terre vodesi vennero invase dall'esercito del canton Berna e, nel 1536, il Vaud era già completamente annesso.
Gli scambi erano comunque tali che il territorio vodese era fortemente legato con rapporti commerciali alla Savoia. I due sistemi monetari erano diversi, così a circolare furono prima di tutto le monete della Savoia (comprese le vecchie monete dei vescovi di Losanna), anche dopo l'invasione dei bernesi.
Di fatto solo verso la metà del XVII secolo che la moneta di Berna riuscì a imporsi nel territorio vodese.
Il pezzo bernese chiamato "Kreuzer" (1/4 di Batz) nel cantone di Vaud era detto e scritto "Cruch".
Le truppe della Rivoluzione francese vennero accolte con entusiasmo nel 1798. I francesi favorirono la proclamazione della Repubblica del Lemano, che ben presto venne ribattezzata Canton Lemano e nel 1803 si unì alla Confederazione Svizzera.

### Repubblica Elvetica (1798 - 1803)
In questo periodo nel canton Vaud furono usate le Monete della Repubblica Elvetica, a eccezione del pezzo seguente.
Dal gennaio 1798 al 30 maggio dello stesso anno i distretti di Avenches e di Payerne formarono con Morat e la parte francofona di Friburgo l'effimero canton di Sarine e Broye, che coniò dei pezzi da 42 Kreuzer.
Queste monete di lega scadente furono messe fuori corso alla data del 1º gennaio 1801, e cambiate fino a quella data con un tasso di 10 Batz per pezzo.

### Monete cantonali (1803 – 1850)
Solo dopo l'Atto di mediazione del 1803 i vodesi ebbero nuovamente il diritto di battere monete e fu possibile produrre nel territorio vodese della monete a partire dal 1804.
Le unità utilizzate furono il franco o livre, diviso in 10 batz, e quest'ultimo era a sua volta suddiviso in 10 rappes.
La parola "Batz" nel canton Vaud era chiamata e scritta "bache" (e letta secondo le regole del francese)..
Nel 1825 il canton Vaud aderì al concordato monetario dei cantoni svizzeri, con i cantoni Argovia, Basilea, Berna, Friburgo e Soletta.
Il canton Vaud ha emesso monete dal 1804 al 1846, prima che le monete fossero sostituite dal franco svizzero nel 1850.
Un'importante collezione di conii monetari, contromarche e prove si trovano attualmente al museo monetario cantonale a Losanna

#### 40 Batz
| | 40 Batz, canton de Vaud | | |
| Dritto: CANTON DE VAUD, 1812, scudo con stemma vodese sormontato da una corona di quercia, affiancato da tralci d'uva e spighe di grano | Dritto: CANTON DE VAUD, 1812, scudo con stemma vodese sormontato da una corona di quercia, affiancato da tralci d'uva e spighe di grano | Rovescio: CONFEDERATION SUISSE, 40 BATZ, guerriero stante, che tiene un'alabarda con la mano sinistra, appoggiato a uno scudo che reca l'iscrizione XIX CANT | Rovescio: CONFEDERATION SUISSE, 40 BATZ, guerriero stante, che tiene un'alabarda con la mano sinistra, appoggiato a uno scudo che reca l'iscrizione XIX CANT |
| Massa : 29,25 g (media) | Metallo : Argento 905 ‰ | Diametro : 40 mm | Bordo : foglie d'alloro |
| Millesimi : 1812 | Tiratura : 1813: 517, 1817: 1321, 1846: 647, totale 2485 pezzi                                                                          | Ritirati il 1851 : 616 pezzi | |
| Note : L'anno sulla moneta (1812) non corrisponde all'anno di coniazione. Sinonimi : Écu neuf                                           | | | |

#### Monete contromarcate per 39 Batz
In seguito all'introduzione del franco francese, ci fu un afflusso di vecchie monete reali francesi verso l'ovest della Svizzera. Per garantire un peso minimo di 542 grani (circa 35,12g), il consiglio di stato vodese decise il 4 marzo 1830 di contromarcare le monete che avevano questo peso. Queste contromarche sono presenti sui tipi monetari da sei livre, sugli écu aux lauriers e sugli écu conventionnel.
- Questi pezzi contromarcati sono rari e circolano delle falsificazioni.
- Esistono almeno due tipi di contromarche (legenda sullo scudo leggermente differente).
- Le stesse monete furono marcate per un valore di 40 batz nel canton Berna.[61]
- Esiste un esemplare di moneta con le due contromarche dei cantoni di Vaud e di Berna.

#### 20 Batz
| | 20 Batzen, canton de Vaud | | |
| Dritto: CANTON DE VAUD, millesimo, scudo con stemma vodese sormontato da una corona di quercia, affiancato da tralci d'uva e spighe di grano | Dritto: CANTON DE VAUD, millesimo, scudo con stemma vodese sormontato da una corona di quercia, affiancato da tralci d'uva e spighe di grano | Rovescio: CONFEDERATION SUISSE, 20 BATZ, guerriero stante, che tiene un'alabarda con la mano sinistra, appoggiato a uno scudo che reca l'iscrizione XIX CANT | Rovescio: CONFEDERATION SUISSE, 20 BATZ, guerriero stante, che tiene un'alabarda con la mano sinistra, appoggiato a uno scudo che reca l'iscrizione XIX CANT |
| Massa : 14,70 g (media) | Metallo : Argento 901½ ‰ | Diametro : 35 mm | Bordo : foglie d'alloro |
| Millesimi : 1810 e 1811 | Tiratura : 1810: 2 990, 1811: 1 328, 1817: 1 090, 1846: 1 182, totale 6'590 pezzi                                                            | Ritirati il 1851 : 4 036 pezzi | |
| Note : L'anno sulla moneta non corrisponde necessariamente all'anno di coniazione.                                                           | | | |

#### 10 Batz
|                                                                              | 10 Batzen, tipo 1804, canton Vaud.                                                   |                                                       |                                             |
| Dritto: CANTON DE VAUD, 1804, scudo vodese con la legenda LIBERTE ET PATRIE. | Dritto: CANTON DE VAUD, 1804, scudo vodese con la legenda LIBERTE ET PATRIE.         | Rovescio: 10 Batz in una corona di quercia.           | Rovescio: 10 Batz in una corona di quercia. |
| Massa : 7,45g (media)                                                        | Metallo : Argento 902 ‰                                                              | Diametro : 30 mm                                      |                                             |
| Millesimi : 1804                                                             | Tiratura : 1804:1 234 pezzi, 1810&1811: 4 197 pezzi, 1823:6 198 pezzi, totale 11 700 | Ritirati il 1851 : 19 263 pezzi da 10 Batz e 1 franco |                                             |

| | 10 Batzen, tipo 1810, canton Vaud. | | |
| Dritto: CANTON DE VAUD, millesimo, scudo vodese con la legenda LIBERTE ET PATRIE, sormontato da una corona di quercia, affiancato da tralci d'uva e spighe di grano. | Dritto: CANTON DE VAUD, millesimo, scudo vodese con la legenda LIBERTE ET PATRIE, sormontato da una corona di quercia, affiancato da tralci d'uva e spighe di grano. | Rovescio: CONFEDERATION SUISSE, 10.BATZ, guerriero stante, che tiene un'alabarda con la mano sinistra, la destra appoggiata a uno scudo che reca l'iscrizione XIX CANT | Rovescio: CONFEDERATION SUISSE, 10.BATZ, guerriero stante, che tiene un'alabarda con la mano sinistra, la destra appoggiata a uno scudo che reca l'iscrizione XIX CANT |
| Massa : 7,45g (media) | Metallo : Argento 902 ‰ | Diametro : 30 mm | Spessore : 1,4 mm |
| Millesimi : 1810 e 1811 | Tiratura : 1804: 1 234 pezzi, 1810&1811: 4 197 pezzi, 1823: 6 198 pezzi, totale 11 700                                                                               | Ritirati il 1851 : 19 263 pezzi da 10 Batz e 1 franco | Bordo : Foglie di alloro. |

| | 10 Batzen, tipo 1823, canton Vaud. | | |
| Dritto: CANTON DE VAUD, 1823, scudo vodese con la legenda LIBERTE ET PATRIE, sormontato da una corona di quercia, affiancato da tralci d'uva e spighe di grano. | Dritto: CANTON DE VAUD, 1823, scudo vodese con la legenda LIBERTE ET PATRIE, sormontato da una corona di quercia, affiancato da tralci d'uva e spighe di grano. | Rovescio: CONFEDERATION SUISSE, 10.BATZ, guerriero stante, che tiene un'alabarda con la mano sinistra, la destra appoggiata a uno scudo che reca l'iscrizione XXII CANT. | Rovescio: CONFEDERATION SUISSE, 10.BATZ, guerriero stante, che tiene un'alabarda con la mano sinistra, la destra appoggiata a uno scudo che reca l'iscrizione XXII CANT. |
| Massa : 7,45g (media) | Metallo : Argento 902 ‰ | Diametro : 30 mm | Spessore : 1,4 mm |
| Millesimi : 1823 | Tiratura : 1804:1'234 pièces, 1810&1811: 4'197 pièces, 1823:6'198 pièces, total 11'700                                                                          | Ritirati il 1851 : 19 263 pezzi da 10 Batz e 1 franco | |

#### 1 Franco
| | 1 franco, canton Vaud | | |
| Dritto: CANTON DE VAUD, 10 AOUT 1845, scudo vodese con la legenda LIBERTE ET PATRIE, sormontato da una corona di quercia, affiancato da tralci d'uva e spighe di grano.                                                           | Dritto: CANTON DE VAUD, 10 AOUT 1845, scudo vodese con la legenda LIBERTE ET PATRIE, sormontato da una corona di quercia, affiancato da tralci d'uva e spighe di grano. | Rovescio: CONFEDERATION SUISSE, 1 FRANC, guerriero stante, che tiene un'alabarda con la mano sinistra, la destra appoggiata a uno scudo che reca l'iscrizione XXII CANT. | Rovescio: CONFEDERATION SUISSE, 1 FRANC, guerriero stante, che tiene un'alabarda con la mano sinistra, la destra appoggiata a uno scudo che reca l'iscrizione XXII CANT. |
| Massa : 7,35g (media) | Metallo : Argento 914 ‰ | Diametro : 28 mm | Spessore : |
| Millesimi : 10 agosto 1845 (battuta nel 1846) | Tiratura : 8 226 pezzi | Ritirati il 1851 : 19 263 pezzi da 10 Batz e 1 franco | |
| Nota : La data del 10 agosto 1845 fa riferimento alla costituzione vodese emessa in quella data. Questi pezzi furono dati come premio per la gara di tiro con il fucile, commemorativa del primo anniversario della costituzione. | | | |

#### 5 Batz
|                                                                             | 5 Batzen, tipo 1804, canton Vaud                                            |                                            |                                            |
| Dritto: CANTON DE VAUD, 1804, scudo vodese con la legenda LIBERTE ET PATRIE | Dritto: CANTON DE VAUD, 1804, scudo vodese con la legenda LIBERTE ET PATRIE | Rovescio: 5 Batz in una corona di quercia. | Rovescio: 5 Batz in una corona di quercia. |
| Massa : 4,35 (valore medio)                                                 | Metallo : Argento 671 ‰                                                     | Diametro : 26 mm                           | Spessore : 1 mm                            |
| Millesimo : 1804                                                            | Tiratura : 1804:1826, in totale 561 586 pezzi                               | Ritirati il 1851 : 513 498 pezzi in totale |                                            |

|                                                                                    | 5 Batzen, tipo 1805, canton Vaud                                                   |                                                                                            |                                                                                            |
| Dritto: CANTON DE VAUD, 1804, scudo vodese con la legenda LIBERTE ET PATRIE, palme | Dritto: CANTON DE VAUD, 1804, scudo vodese con la legenda LIBERTE ET PATRIE, palme | Rovescio: 5 BATZ in un anello con un nodo in basso; intorno tralci d'uva e spighe di grano | Rovescio: 5 BATZ in un anello con un nodo in basso; intorno tralci d'uva e spighe di grano |
| Massa : 4,35 (valore medio)                                                        | Metallo : Argento 671 ‰                                                            | Diametro : 26 mm                                                                           | Spessore : 1 mm                                                                            |
| Millesimi : 1805 e 1806                                                            | Tiratura : 1804:1826, in totale 561 586 pezzi                                      | Ritirati il 1851 : 513 498 pezzi in totale                                                 |                                                                                            |

|                                                                                         | 5 Batzen, tipo 1807, canton Vaud                                                        |                                                         |                                                         |
| Dritto: CANTON DE VAUD, millesimo, scudo vodese con la legenda LIBERTE ET PATRIE, palme | Dritto: CANTON DE VAUD, millesimo, scudo vodese con la legenda LIBERTE ET PATRIE, palme | Rovescio: 5 BATZ in una corona di uva e spighe di grano | Rovescio: 5 BATZ in una corona di uva e spighe di grano |
| Massa : 4,35 (valore medio)                                                             | Metallo : Argento 671 ‰                                                                 | Diametro : 26 mm                                        | Spessore : 1 mm                                         |
| Millesimi : 1807, 1810-1814                                                             | Tiratura : 1804:1826, in totale 561 586 pezzi                                           | Ritirati il 1851 : 513 498 pezzi in totale              | Bordo : scanalato                                       |

|                                                                                                 | 5 Batzen, tipo del concordato, canton Vaud                                                      |                                                                                              |                                                                                              |
| Dritto: CANTON DE VAUD, millesimo, scudo vodese con la legenda LIBERTE ET PATRIE, palme, 5.BATZ | Dritto: CANTON DE VAUD, millesimo, scudo vodese con la legenda LIBERTE ET PATRIE, palme, 5.BATZ | Rovescio: LES CANTONS CONCORDANTS DE LA SUISSE, Croce svizzera decorata, lettera C al centro | Rovescio: LES CANTONS CONCORDANTS DE LA SUISSE, Croce svizzera decorata, lettera C al centro |
| Massa : 4,35 (valore medio)                                                                     | Metallo : Argento 671 ‰                                                                         | Diametro : 26 mm                                                                             | Spessore : 1 mm                                                                              |
| Millesimi : 1826-1831                                                                           | Tiratura : 1804:1826, in totale 561 586 pezzi                                                   | Ritirati il 1851 : 513 498 pezzi in totale                                                   |                                                                                              |

#### ¼ Franco
| | ¼ Franco, canton Vaud                                                                                      |                                          |                                          |
| Dritto: CANTON DE VAUD, scudo vodese con rami di alloro, sormontata da una corona di querciae, firmata BEL | Dritto: CANTON DE VAUD, scudo vodese con rami di alloro, sormontata da una corona di querciae, firmata BEL | Rovescio: ¼ FRANC 1830, entro una corona | Rovescio: ¼ FRANC 1830, entro una corona |
| Massa : 1,782 g                                                                                            | Lega : Argento, titolo sconosciuto                                                                         | Diametro : 17,5mm                        | Spessore : < 1mm                         |
| Millesimo : 1830                                                                                           | Tirature : sconosciuta                                                                                     | Retirati nel 1851 : N/A                  |                                          |
| Nota : Rara, prova non adottata                                                                            | |                                          |                                          |

#### 1 Batz
|                                                                                       | 1 Batz, tipo 1804, canton Vaud                                                        |                                                                     |                                                                     |
| Dritto: CANTON DE VAUD, millesimo, scudo vodese, legenda LIBERTE ET PATRIE con palme. | Dritto: CANTON DE VAUD, millesimo, scudo vodese, legenda LIBERTE ET PATRIE con palme. | Rovescio: 1. Batz 10.RAP in una corona di spighe e di tralci d'uva. | Rovescio: 1. Batz 10.RAP in una corona di spighe e di tralci d'uva. |
| Massa : 2,55g (valore medio)                                                          | Lega : biglione, argento 160 ‰                                                        | Diametro : 25mm                                                     | Spessore : < 1mm                                                    |
| Millesimi : 1804-1820                                                                 | Tiratura : 5 413 160 da un 1 batz in totale                                           | Ritirati nel 1851 : 5 044 490 pezzi in totale                       |                                                                     |
| Nota : Esistono diverse prove monetarie in argento e biglione di questa moneta        |                                                                                       |                                                                     |                                                                     |

| | 1 Batz, tipo del Concordato, canton Vaud                                                    |                                                                                              |                                                                                              |
| Dritto: CANTON DE VAUD, millesimo, 1 BATZ, scudo vodese legenda LIBERTE ET PATRIE con palme                                                                                     | Dritto: CANTON DE VAUD, millesimo, 1 BATZ, scudo vodese legenda LIBERTE ET PATRIE con palme | Rovescio: LES CANTONS CONCORDANTS DE LA SUISSE, croce svizzera decorata, lettera C al centro | Rovescio: LES CANTONS CONCORDANTS DE LA SUISSE, croce svizzera decorata, lettera C al centro |
| Massa : 2,55g (valore medio) | Lega : biglione, argento 160 ‰                                                              | Diametro : 25mm                                                                              | Spessore : < 1mm                                                                             |
| Millesimi : 1826-1832, 1834 | Tiratura : 5 413 160 da un 1 batz in totale                                                 | Ritirati nel 1851 : 5 044 490 pezzi in totale                                                |                                                                                              |
| Nota : Come anche sulle monete di Berna, i pezzi vodesi furono battuti usando la vecchia serie per non aumentare la massa monetaria in biglione, che era già troppo importante. |                                                                                             |                                                                                              |                                                                                              |

#### ½ Batz
| | ½ Batz, canton Vaud                                                                                  |                                                         |                                                         |
| Dritto: CANTON DE VAUD, millesimo, scudo vodese con la legenda LIBERTE ET PATRIE, palme fino al 1808 | Dritto: CANTON DE VAUD, millesimo, scudo vodese con la legenda LIBERTE ET PATRIE, palme fino al 1808 | Rovescio: ½ Batz 5.RAP in una corona di spighe e tralci | Rovescio: ½ Batz 5.RAP in una corona di spighe e tralci |
| Massa : 1,90g (valore medio) | Lega : biglione, argento 89 ‰                                                                        | Diametro : 23mm                                         | Spessore : < 1mm                                        |
| Millesimo : 1804-1811, 1813-1814, 1816-1819 | Tiratura : 3 083 953 pezzi                                                                           | Ritirati nel 1851 : 2 464 118 pezzi                     |                                                         |
| Note : esistono delle prove monetarie di questa moneta. Ci sono due varianti per il dritto del millesimo 1804. Nella prima lo scudo non è circondato da rami, mentre nella seconda lo scudo si trova tra due rami. | |                                                         |                                                         |

#### 2½ Rappes
|                                                                             | 2½ Rappe, canton Vaud, tipo 1809                                            |                                           |                                       |
| Dritto: CANTON DE VAUD, 1809, scudo vodese con la legenda LIBERTE ET PATRIE | Dritto: CANTON DE VAUD, 1809, scudo vodese con la legenda LIBERTE ET PATRIE | Rovescio: 2½ RAPPES dentro una corona     | Rovescio: 2½ RAPPES dentro una corona |
| Massa: 1,1g (valore medio)                                                  | Lega : biglione, argento 41 ‰                                               | Diametro: 18,5mm                          | Spessore : < 1mm                      |
| Millesimo: 1809                                                             | Tiratura: 287 258 pezzi in totale                                           | Ritirati nel 1851: 32 428 pezzi in totale |                                       |

|                                                                                | 2½ Rappes, Rappe, canton Vaud, tipo 1816                                       |                                                 |                                                 |
| Dritto: CANTON DE VAUD, 1816, branche et épi, écusson vaudois avec légende L&P | Dritto: CANTON DE VAUD, 1816, branche et épi, écusson vaudois avec légende L&P | Rovescio: 2½ Rap. dans une couronne de lauriers | Rovescio: 2½ Rap. dans une couronne de lauriers |
| Massa: 1,1g (valore medio)                                                     | Lega : biglione, argento 41 ‰                                                  | Diametro: 18,5mm                                | Spessore : < 1mm                                |
| Millesimo: 1816                                                                | Tiratura: 287 258 pezzi in totale                                              | Ritirati nel 1851: 32 428 pezzi in totale       |                                                 |

#### 1 Rappe
|                                                | 1 Rappe, canton Vaud, tipo 1804                |                                          |                                          |
| Dritto: CANTON DE VAUD, scudo vodese con palme | Dritto: CANTON DE VAUD, scudo vodese con palme | Rovescio: 1 RAPPE 1804 dentro una corona | Rovescio: 1 RAPPE 1804 dentro una corona |
| Massa: 0,65 g (valore medio)                   | Lega : biglione, argento 41 ‰                  | Diametro: 14 mm                          | Spessore: < 1 mm                         |
| Millesimo: 1804                                | Tiratura: 211 220 pezzi in totale              | Ritirati nel 1851: 7 493 pezzi in totale |                                          |

| | 1 Rappe, canton Vaud, tipo 1807                |                                                    |                                                    |
| Dritto: CANTON DE VAUD, scudo vodese con palme | Dritto: CANTON DE VAUD, scudo vodese con palme | Revers : 1 RAPPE 1807 dentro una corona di quercia | Revers : 1 RAPPE 1807 dentro una corona di quercia |
| Massa: 0,65 g (valore medio) | Lega : biglione, argento 41 ‰                  | Diametro: 14 mm                                    | Spessore: < 1 mm                                   |
| Millesimo: 1807 | Tiratura: 211 220 pezzi in totale              | Ritirati nel 1851: 7 493 pezzi in totale           |                                                    |
| Note : Esistono due varianti per il rovescio del millesimo 1807. Nella prima, il numero 1 è sotto le estremità della corona, mentre nella seconda si trova sotto le estremità della corona. |                                                |                                                    |                                                    |

### Concordato
Nel 1825 alcuni cantoni fecero un accordo ("Concordato") per uniformare i tipi e soprattutto i valori delle monete: Argovia, Basilea, Berna, Friburgo, Soletta, Vaud.
L'accordo prevedeva l'emissione di monete con i seguenti nominali: 5, 2½, 1 e 1/2 Batzen e di 1 Kreuzer (= 1/4 Batzen)
|          | 1/4 | 1/2 | 1 | 2½ | 5 |
| -------- | --- | --- | - | -- | - |
| Argovia  | x   | x   | x |    | x |
| Basilea  |     | x   | x |    | x |
| Berna    |     | x   | x | x  | x |
| Friburgo | x   | x   | x |    | x |
| Soletta  | x   | x   | x | x  | x |
| Vaud     |     | x   | x |    | x |

### Biglietti di banca 1845 - 1910
La banca cantonale del Vaud (Banque cantonale Vaudoise), come anche delle banche regionali emisero dei biglietti di banca. Tale diritto si estinse subito dopo la creazione della Banca Nazionale Svizzera nel 1907. Questi biglietti sono ormai molto rari, e di alcuni non esiste più nessun esemplare.
- Banque cantonale Vaudoise (diritto d'emissione dal dicembre 1845 al 20 giugno 1910)
  - 1846: 100, 20, 10 e 5 scudi da 5 franchi francesi
  - 1856: 1 000, 500, 100, 50 e 20 franchi
  - 1857: 200[68], 20[68], 5 franchi
  - 1879: 1000 franchi[68]
- Banque populaire de la Broye (diritto d'emissione dal 1864 all'8 marzo 1881)
  - 1865: 20 e 10 franchi
- Felix Marcel (diritto d'emissione dal 1º agosto 1843 all'8 agosto 1844)
  - Dès 1843: 100 franchi (in totale 800 biglietti)
- Philippe Genton & Co, Vevey (diritto d'emissione: intorno al 1840)
  - 1840: 100 franchi[68]

## Dopo il 1850
Dopo la guerra del Sonderbund (1848) una nuova costituzione pose termine alla grande indipendenza di cui godevano i cantoni trasformando la Svizzera in uno stato federale, pur mantenendo il nome di confederazione.
Fu emanata una costituzione e il diritto di emettere moneta fu riservato al governo centrale.
Le prime monete furono emesse nel 1850. Il piede scelto era quello del franco francese e la nuova moneta prese il nome di franco svizzero.
Il tasso di cambio ufficiale fu di 1 nuovo franco svizzero per 7 vecchi batz (cioè circa 1,43 nuovi franchi per un vecchio franco cantonale o 10 vecchi batz)
La legge regolamenta severamente la coniazione delle monete, i pezzi emessi dalle autorità cantonali o locali dopo il 1850 sono tutti limitati nel tempo e nello spazio.

## Emissioni commemorative locali
Tiro cantonale 1876
Una moneta da 5 franchi commemorativa fu emessa in questa occasione.
Bicentenario 2003
Nell'occasione del bicentenario del canton Vaud nel 2003, sono state battute delle monete commemorative da « 1 Gilles » (in omaggio a Jean Villard Gilles) per un valore nominale di 10 franchi svizzeri – monete bimetalliche e in argento – e di 150 franchi – monete in oro.
La Tour-de-Peilz
Il comune di la Tour-de-Peilz nel 1984 emise delle monete in "Boeland".
Montreux
Delle monete di "Jazz" sono state coniate per il Montreux Jazz Festival